# Мідійці (народ)
Мідійці — стародавній народ ймовірно іранського походження, що населяв Мідію, розташовану на теренах північного заходу сучасного Ірану і південному сході Туреччини. Мова, якою вони розмовляли належить до групи західно-іранських мов.

## Історія
На початку І тис. до н. е. іранські племена (мідійці та перси) розселилися теренами Іранського нагір'я. Вже у IX ст. до н. е. щойно мідійські племена осіли в Північно-Західному Ірані там виникли дрібні князівства зі змішаним мідійсько-тубільним населенням. В той самий часи перси прибули в Іран та захопили територію Еламу, яка отримала назву Парса, хоча самі перси йменували її Хужою. Асирійська експансія стала потужним стимулом до об'єднання дрібних мідійських князівств. Заручившись підтримкою кімерійців та скіфів, які увігналися з Північного Причорномор'я в Передню Азію, мідійці в 672 р. до н. е. повстали проти ассирійського володарювання. Повстання очолив один з мідійських вождів на ймення Каштаріті (Геродот називає його Фраорт). Ассирійці в намаганні спинити повстання змогли втамувати скіфів, однак мідійці не склали зброї і домоглися своєї політичної незалежності.
Впродовж кількох наступних років Мідія стала могутньою державою Стародавнього Сходу. В 653 р. до н. е. мідійський цар Каштаріті здійснив військовий похід проти Ассирії. В той самий час скіфи, ставши союзниками ассирійців, виступили проти мідійців. Не витримавши боротьби на два фронти мідійці зазнали поразки, Каштаріті загинув, а над країною в 653-625 р. до н. е. встановилося панування скіфів. Згодом на престол зійшов цар Кіаксар, який зміг заманити скіфських вождів в пастку та визволити країну від їх панування. Він остаточно об'єднав усі мідійські племена в єдину державу, столицею якої стало місто Екбатани. Замінивши народне ополчення добре організованим й озброєним регулярним військом, Кіаксар розпочав військові дії проти Ассирії. У 614 р. до н.е. військо на чолі з Кіаксаром спустошило ассирійську провінцію Аррапха, а потім незабаром захопило найдавнішу столицю Ассирії Ашшур і винищило її жителів. Опісля цього вивилоняни й мідійці уклали угоду, що визнавала ассирійців спільним ворогом.
У серпні 612 р. до н. е. за допомогою штучно створеної повені мідійці та вавилоняни після виснажливого штурму увірвалися до столиці Ассирії Ніневії і зрівняли її з землею. 612 р. до н. е. мідійці припинили військові дії проти ассирійців, надавши змогу вавилонянам розправитися з ворогом. Так Мідія разом з Вавилоном та Єгиптом стала найбільшою та наймогутнішою державою на Близькому Сході. Ще в період спільної боротьби мідійців та вавилонян проти Ассирії їх союз було закріплено шлюбом між Навуходоносором та дочкою Кіаксара. Коли Навуходоносор II став вавилонським царем відносини з Мідією залишалися на дружній стадії. Одначе Навуходоносор побоювався надмірного зростання потуг Мідії і тому на кордоні з сусідньою державою побудував укріплену стіну.
Зміцнивши своє військо мідійці розпочали розширення своїх кордонів, підкоривши Персію, Парфію, Гірканію, та Вірменію. На початку VI ст. до н. е. була завойоване Скіфське царство, Манну, а на Закавказзі — Урарту.
Завоювання Кіаксара не залишилися поза увагою могутньої Лідії, війна якої з Мідією тривала 5 років. Причиною припинення військових дій стало сонячне затемнення 585 р. до н. е. яке налякало обидві ворогуючі сторони. Того ж 585 р. до н. е. цар Кіаксар помер. Трон перейшов до Астіага — останнього мідійського царя. Астіаг відразу ж був втягнутий у вир політичної боротьби (наслідок гострої реакції Вавилону на підкорення мідійцями Еламу). Ситуація загострювалася з кожним днем і над колишніми дружніми державами нависла справжня загроза війни. Цим моментом скористалися перси, які спершу підкорили Мідію, згодом Вавилон та інші близькосхідні держави.

## Культура
Страбон згадує, що мідійці вдягалися в «хітони з рукавами», штани і носили повстяні шапки.
Археологічні дослідження та письмові джерела надають не дуже багато відомостей про історію та культуру мідійської держави. Мідійці використовували озброєння, яке було практично ідентичне з перським. За відсутності великої кількості письмових джерел, написаних мідійською мовою, сучасникам майже нічого не відомо про їх мову. Релігія, яку вони сповідували, була однією з форм давньої арійської релігії, попередньої зороастризму.
Згідно Історії Геродота мідійці поділялися на 6 племен — намиста, паретакени, струхати, арізанти, будії та маги. Згодом Мідію завоював Кір Великий.